# Bartholomew Gosnold
Bartholomew Gosnold, né en 1572 et mort le 22 août 1607, est un explorateur anglais qui a joué un rôle important dans la création de la Virginia Company de Londres et l'implantation de la première colonie anglaise à Jamestown en Amérique du Nord. Il mena la première expédition européenne attestée au cap Cod.

## Biographie
Il étudie le droit à Cambridge et devient l'ami de Richard Hakluyt et de Walter Raleigh. En 1602, il obtient l'autorisation de fonder une colonie en Nouvelle-Angleterre. À partir des Açores, il atteint le cap Élisabeth en mai 1602 et jette l'ancre à York Harbour. Il découvre ensuite le cap Cod et Martha's Vineyard et s'établit à Cuttyhunk Island.
Il rentre en Angleterre en juillet 1602 et publie à Londres le récit de son voyage.
En 1607, il fait partie de la première implantation coloniale à Jamestown, en Virginie où il meurt des fièvres.